# Gansito

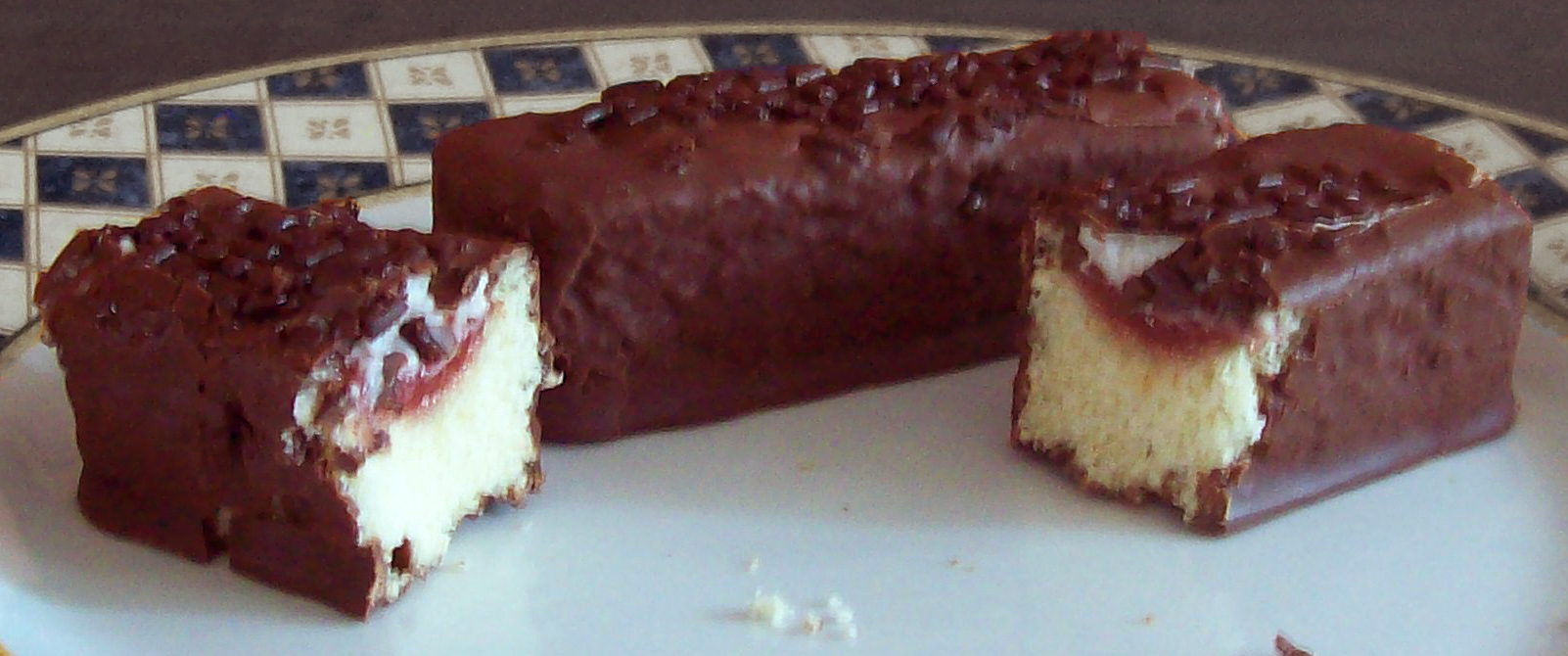
Gansitos de Marinela.

Gansito es el nombre comercial de un pequeño pastelito de origen mexicano relleno de crema batida y mermelada de fresa, que tiene cobertura de chocolate y está espolvoreado con chispas de chocolate. Fue creado en 1957 por Marinela, la división de productos de pastelería de la panificadora mexicana Bimbo.

## Origen
Aunque algunos medios datan su creación desde 1956, y fue uno de los tres primeros productos que esta marca sacó a la venta. Este pastelito, en especial se comercializa mucho, posiblemente más que cualquier otro de los productos de Bimbo, que incluyen el pan blanco y el de trigo, barras de cereales, panqués, pasteles variados y galletas.
En un estudio, la imagen de la marca Gansito, un pequeño ganso de aspecto simpático, fue recordado por el 92% de los niños de un grupo de estudio, mientras que solo el 19% recordaba las fechas más básicas de la historia de México. Se venden en porciones individuales de 50 gramos y tienen 198 calorías, 8,4 gramos de grasa, 27,9 gramos de carbohidratos y 2,1 gramos de proteínas. La apariencia del «pequeño ganso» mascota ha cambiado drásticamente en sus más de 50 años, primero fue representado por la caricatura de un ganso con gorro de cocinero y más adelante se cambió por la de un ganso más joven vestido según la moda. También se usó con fines publicitarios personificar a la mascota con un pequeño ganso de verdad, que se volvió famoso con el eslogan: «¡Recuérdame!».

## Reconocimientos
En 2006, el Servicio Postal Mexicano emitió un sello con la imagen de Gansito, como parte de las conmemoraciones por el 50 aniversario del producto, este hecho fue criticado por historiadores e intelectuales. El servicio de correos mexicano dio a conocer por medio de una publicación, que incluyeron la imagen de Gansito en los sellos «porque lo consideraron [...] un icono en la vida nacional».